# Смара
Смара, также Семара (араб. السمارة‎) — город в управляемой Марокко территории Западной Сахары. Население по данным на 2012 год составляет 49 652 человека; по данным переписи 2004 года оно насчитывало 40 347 человек. Расположен в 225 км восточнее Эль-Аюна и в 230 км к югу от города Тан-Тан, в западной части пустыни Сахара. Является административным центром провинции Эс-Семара.

## История
Смара была основана в 1869 году в оазисе на пересечении караванных путей, став административным, торговым и культурным центром провинции Сегиет-эль-Хамра в Испанской Сахаре. Это единственный крупный город в Западной Сахаре, основанный не испанскими колонистами. В центре города находятся остатки каменной крепости «Завия Ма аль-Айнина» и мечеть. В 1902 году шейх Ма аль-Айнин, переехавший в Смару, провозгласил город столицей и религиозным центром Испанской Сахары. Он создал здесь большую исламскую библиотеку, сделав город центром религиозных учений.
В 1904 году шейх провозгласил себя имамом и стал призывать к священной войне против французского колониализма, который все более и более усиливался в Сахаре в то время. В ходе кампании против Ма аль-Айнина, в 1913 году Смара была почти полностью разрушена французской армией, и библиотека была уничтожена. После этого город был передан Испанской Сахаре. В 1934 году город был снова разрушен в результате восстания сахарави против испанской оккупации.
В 1975 году Марокко по Мадридским соглашениям получило контроль над территорией Сегиет-эль-Хамра. В 1976 году в Смару вошли марокканские войска.
По состоянию на 2024 год город продолжает оставаться под контролем Марокко, как часть Южных провинций.